# Elisa Rueda
María Elisa Rueda Valenzuela (Markina-Xemein, Vizcaya, 16 de marzo de 1959) es profesora, poeta y actriz. Dirige el Festival Internacional de Poesía Poetas en Mayo de Vitoria. 

## Biografía
Nació en la calle Okerra del municipio de Markina-Xemein de la provincia de Vizcaya. Se trasladó desde edad muy temprana a Vitoria, ciudad en la que reside y trabaja en la actualidad. Estudió magisterio, trabaja en la enseñanza desde 1981 y desde 1998 es profesora de euskera en el Instituto Ekialdea de la capital alavesa.

### Trayectoria profesional
Profesora, poeta y actriz, su actividad y participación la convierten en una mujer activa. Como actriz ha trabajado en la serie Goenkale, ha tomado parte en el musical Goazen, además de participar en numerosos cortos, entre ellos, El Cuco y De Chilena, de Yago Mateo, Jugando con la muerte de Paúl Urkijo, obras de teatro y webseries. En relación con la poesía, creó y dirige el Festival Internacional de poesía Poetas en Mayo / Poetak Maiatzean. Ofrece numerosos recitales, destacando su actividad con el El Club de los Poetas Rojos al que pertenece. Entre sus obras se encuentran, Escalada libre, el cuento en verso Cumpleaños en Salburua y el poemario Escaleras hacia el Sur, obra por la que recibió el premio de poesía Ernestina de Champourcín 2013. En 2016 ganó ex aequo el Premio Paul Beckett de Poesía, de la Fundación Valparaíso. Ha participado en Encuentros Nacionales e Internacionales de poesía.

## Obras

### Literatura
- Antología Corazón de Cielo.
- Cuento en verso 'Cumpleaños en Salburua', 2012.
- Escalada libre, 2013.
- Escaleras hacia el Sur, 2014.
- Tentación botánica (Fundación Valparaíso, 2016).
- Las últimas cerezas (Mercurio, 2023).

### Actriz
- Cameo en el musical en euskera Goazen.
- Corto El cuco de Yago Mateo.
- Corto De Chilena de Yago Mateo.
- Corto 'Jugando con la muerte de Paúl Urkijo.[9]
- Goenkale.[10]

## Premios y reconocimientos
- 2013 IV edición del Premio de poesía Ernestina de Champourcín.[11]
- 2016 XVIII edición del Premio Paul Beckett de Poesía, de la Fundación Valparaíso.[7][12]
- 2022 Premio popular "Celedón de Oro", en reconocimiento a su labor al frente del Festival Internacional de Poesía Poetas en Mayo de Vitoria.[13]
- 2024 Pregonera en las Fiestas de la Virgen Blanca de Vitoria.[14][15]